# Ithutomus formosus
Ithutomus formosus är en fjärilsart som beskrevs av Butler 1883. Ithutomus formosus ingår i släktet Ithutomus och familjen spinnmalar. Inga underarter finns listade i Catalogue of Life.